# Любанский переулок
Люба́нский переулок — переулок в Петроградском районе в Санкт-Петербурге. Проходит от Зверинской улицы до улицы Блохина.

## История
С 1798 года носил название улица Кривое колено, по форме проезда, имеющее небольшой изгиб. С 1828 года носил название Грязный переулок. С 1849 года носил название Малый Никольский переулок, по приделу Николая Чудотворца, который находится в расположенном поблизости Князь-Владимирском соборе.
16 апреля 1887 года присвоено наименование Любанская улица, по дачному посёлку Любань, в ряду улиц Петербургской стороны, именованных по населённым пунктам Петербургской губернии. После 1929 года устанавливается наименование в современной форме Любанский переулок.

## Достопримечательности
- Сквер Виктора Цоя